# Saussay
Saussay é uma comuna francesa na região administrativa da Normandia, no departamento de Sena Marítimo. Estende-se por uma área de 5,19 km². Em 2010 a comuna tinha 377 habitantes (densidade: 72,6 hab./km²).